# 特龙巴斯
特龙巴斯是巴西戈亚斯州的一个市镇。总面积799.123平方公里，总人口5255人，人口密度6.6人/平方公里。